# Zadni Staw Polski
Der Hintere Polnische See (pl. Przedni Staw Polski) in Polen ist ein Gletschersee im Tal der fünf Polnischen Seen (pl. Dolina Pięciu Stawów Polskich) in der Hohen Tatra. Er befindet sich in der Gemeinde Bukowina Tatrzańska und ist über einen Wanderweg erreichbar. Das Wasser des Sees fließt über die Roztoka in den Großen Polnischen See.